# 一锗化铁
一锗化铁是一种无机化合物，化学式为FeGe，是铁的锗化物之一，可由铁和锗在高温反应制得。它在140~410 K具有顺磁性。
在室温时，它具有FeSi结构，高温下存在CoGe和CoSn两种晶型。